# Mesopotamia (provincia romana)
La provincia romana de Mesopotamia (en latín, Mesopotamia) fue una de las tres provincias del Imperio romano existentes entre Armenia y Asiria creadas bajo el mandato del emperador Trajano en el año 116, tras una serie de victorias militares contra el Imperio parto. Estas adquisiciones marcaron el límite de expansión del imperio y tuvieron que ser evacuadas tan solo dos años después, en el 118. El territorio romano ocupó parte de la región histórica de Mesopotamia comprende la región de Oriente Medio, en Asia, que ocupan las cuencas de los ríos Tigris y Éufrates. Esta región fue escenario de varias de las primeras civilizaciones de la humanidad.
Etimológicamente, la palabra Mesopotamia, de origen griego (lit. «país entre ríos»; de mésos «-medio-» y potamós «-río»), fue acuñada para nominar la provincia, que a su vez dio nombre a la región histórica que ocupó, y no al contrario.

## Historia
En época de Adriano Roma evacuó Mesopotamia, territorio que pasó a ser parte de Armenia. Adriano había abandonado la política bélica de Trajano contra los partos. El abandono de la provincia permitió el cese de las hostilidades y el regreso de la condición de Armenia a estado vasallo de los imperios parto y romano.
Durante el mandato de Septimio Severo la provincia fue refundada en su mayor extensión, en el año 198. Previamente, Roma había conquistado y pacificado Oriente en el 195. En el año 241 el soberano persa Sapor I lanzó sus ejércitos contra la provincia, pero fuerzas romanas enviadas para contrarrestar la ofensiva, lideradas por Gordiano III y Timesteo, reconquistaron la provincia. Años antes Artajerjes, anterior rey persa, se había hecho también con Mesopotamia en su incursión a Capadocia, con igual efímero resultado.